# Breakaway
Breakaway – drugi album Kelly Clarkson, zwyciężczyni pierwszej edycji programu American Idol. Płyta w USA wydana została 30 listopada 2004 roku, na tamtejszej liście najpopularniejszych płyt zadebiutowała na miejscu trzecim. Na tejże liście nieprzerwanie znajdowała się przez 99 tygodni. W Europie, "Breakaway" wydana została w pierwszej połowie 2005 roku. W Polsce po kilku zmianach daty wydania, ujrzała światło dzienne 12 września 2005 roku. Do tej pory album sprzedał się w ilości przekraczającej próg 11 milionów kopii na świecie w tym 6 milionów w samych Stanach Zjednoczonych.
Pierwszym singlem promującym płytę, została piosenka o tym samym tytule. Singel został wykorzystany do promocji filmu "Pamiętnik księżniczki". Wydany został tylko w Stanach Zjednoczonych, gdzie znalazł ponad 100,000 nabywców (osiągając 6. miejsce na liście Billboard HOT 100), co dało mu status złota.
Drugim singlem w Stanach Zjednoczonych i pierwszym na świecie stał się utwór Since U Been Gone. Dynamiczna piosenka odniosła kolosalny sukces, sprzedając się w stanach w ilości 1,200,000 kopii (2. miejsce na Billboard HOT 100), uzyskując status sześciokrotnej platyny.
Trzecim singlem została rockowa piosenka Behind These Hazel Eyes, która była kolejnym sukcesem. Na liście Billboardu w USA, dotarła do 6 pozycji i uzyskała status trzykrotnej platyny, za sprzedaż 600,000 egzemplarzy.
Czwarty singel to ballada Because of You, która podobno opowiada o rodzinnych problemach samej Kelly Clarkson. Piosenka przez wiele tygodni nie schodziła z list przebojów, była też pierwszym wielkim sukcesem piosenkarki w Polsce.
Piątym i ostatnim singlem z płyty Breakaway został utwór Walk Away. Dynamiczna piosenka wydana została w styczniu 2006 w USA. Do tej pory uzyskała tam status podwójnej platyny.

## Lista utworów
1. "Breakaway" – 3:56
2. "Since U Been Gone" – 3:09
3. "Behind These Hazel Eyes" – 3:18
4. "Because of You" – 3:39
5. "Gone" – 3:25
6. "Addicted" – 3:57
7. "Where Is Your Heart" – 4:37
8. "Walk Away" – 3:08
9. "You Found Me" – 3:40
10. "I Hate Myself for Losing You" – 3:20
11. "Hear Me" – 3:53
12. "Beautiful Disaster" [Live] – 4:31

## Listy sprzedaży
| Lista (2005/2006) | Najwyższa pozycja  | Pozycja w podsumowaniu rocznym | Sprzedaż     |
| ----------------- | ------------------ | ------------------------------ | ------------ |
| Kanada            | 6                  | 2                              | 500,000 +    |
| Australia         | 2                  | 2                              | 420,000 +    |
| Holandia          | 24 (2005) 1 (2006) | 75                             |              |
| Wielka Brytania   | 3                  | 8                              | 1,400,000 +  |
| USA               | 3                  | 5                              | 6,138,000 +  |
| Niemcy            | 4                  | 12                             | 225.000 +    |
| Meksyk            | 8                  |                                | 100.000 +    |
| Świat             | 3                  | 6                              | 10,660,000 + |
| Polska            | 24                 |                                | ~8.500+      |

## Notowania
| U.S.A. Billboard 200 Albums | U.S.A. Billboard 200 Albums | U.S.A. Billboard 200 Albums | U.S.A. Billboard 200 Albums | U.S.A. Billboard 200 Albums | U.S.A. Billboard 200 Albums | U.S.A. Billboard 200 Albums | U.S.A. Billboard 200 Albums | U.S.A. Billboard 200 Albums | U.S.A. Billboard 200 Albums | U.S.A. Billboard 200 Albums | U.S.A. Billboard 200 Albums | U.S.A. Billboard 200 Albums | U.S.A. Billboard 200 Albums | U.S.A. Billboard 200 Albums | U.S.A. Billboard 200 Albums | U.S.A. Billboard 200 Albums | U.S.A. Billboard 200 Albums | U.S.A. Billboard 200 Albums | U.S.A. Billboard 200 Albums | U.S.A. Billboard 200 Albums | U.S.A. Billboard 200 Albums | U.S.A. Billboard 200 Albums | U.S.A. Billboard 200 Albums | U.S.A. Billboard 200 Albums | U.S.A. Billboard 200 Albums | U.S.A. Billboard 200 Albums | U.S.A. Billboard 200 Albums | U.S.A. Billboard 200 Albums | U.S.A. Billboard 200 Albums | U.S.A. Billboard 200 Albums |
| Tydzień                     | 01                          | 02                          | 03                          | 04                          | 05                          | 06                          | 07                          | 08                          | 09                          | 10                          | 11                          | 12                          | 13                          | 14                          | 15                          | 16                          | 17                          | 18                          | 19                          | 20                          | 21                          | 22                          | 23                          | 24                          | 25                          | 26                          | 27                          | 28                          | 29                          | 30                          |
| --------------------------- | --------------------------- | --------------------------- | --------------------------- | --------------------------- | --------------------------- | --------------------------- | --------------------------- | --------------------------- | --------------------------- | --------------------------- | --------------------------- | --------------------------- | --------------------------- | --------------------------- | --------------------------- | --------------------------- | --------------------------- | --------------------------- | --------------------------- | --------------------------- | --------------------------- | --------------------------- | --------------------------- | --------------------------- | --------------------------- | --------------------------- | --------------------------- | --------------------------- | --------------------------- | --------------------------- |
| Pozycja                     | 3                           | 12                          | 11                          | 19                          | 13                          | 10                          | 6                           | 6                           | 8                           | 11                          | 13                          | 10                          | 10                          | 9                           | 6                           | 6                           | 7                           | 12                          | 17                          | 14                          | 13                          | 14                          | 13                          | 12                          | 14                          | 14                          | 9                           | 9                           | 12                          | 11                          |
| Tydzień                     | 31                          | 32                          | 33                          | 34                          | 35                          | 36                          | 37                          | 38                          | 39                          | 40                          | 41                          | 42                          | 43                          | 44                          | 45                          | 46                          | 47                          | 48                          | 49                          | 50                          | 51                          | 52                          | 53                          | 54                          | 55                          | 56                          | 57                          | 58                          | 59                          | 60                          |
| Pozycja                     | 8                           | 11                          | 13                          | 11                          | 11                          | 9                           | 9                           | 9                           | 9                           | 14                          | 11                          | 18                          | 13                          | 14                          | 20                          | 11                          | 12                          | 14                          | 12                          | 10                          | 13                          | 17                          | 12                          | 11                          | 8                           | 10                          | 12                          | 8                           | 12                          | 12                          |
| Tydzień                     | 61                          | 62                          | 63                          | 64                          | 65                          | 66                          | 67                          | 68                          | 69                          | 70                          | 71                          | 72                          | 73                          | 74                          | 75                          | 76                          | 77                          | 78                          | 79                          | 80                          | 81                          | 82                          | 83                          | 84                          | 85                          | 86                          | 87                          | 88                          | 89                          | 90                          |
| Pozycja                     | 19                          | 24                          | 8                           | 11                          | 14                          | 26                          | 20                          | 19                          | 26                          | 20                          | 24                          | 19                          | 19                          | 28                          | 36                          | 39                          | 36                          | 36                          | 29                          | 43                          | 45                          | 48                          | 49                          | 47                          | 51                          | 51                          | 58                          | 61                          | 78                          | 83                          |
| Tydzień                     | 91                          | 92                          | 93                          | 94                          | 95                          | 96                          | 97                          | 98                          | 99                          | 100                         | 101                         | 102                         | 103                         | 104                         | 105                         | 106                         | 107                         | 108                         | 109                         | 110                         | 111                         | 112                         | 113                         | 114                         | 115                         | 116                         | 117                         | 118                         | 119                         | 120                         |
| Position                    | 94                          | 102                         | 107                         | 138                         | 157                         | 172                         | 151                         | 188                         | 189                         | -                           | -                           | -                           | 139                         | 166                         | 161                         | 188                         | 197                         | -                           | -                           |                             |                             |                             |                             |                             |                             |                             |                             |                             |                             |                             |

| U.K. Top 75 Albums Chart | U.K. Top 75 Albums Chart | U.K. Top 75 Albums Chart | U.K. Top 75 Albums Chart | U.K. Top 75 Albums Chart | U.K. Top 75 Albums Chart | U.K. Top 75 Albums Chart | U.K. Top 75 Albums Chart | U.K. Top 75 Albums Chart | U.K. Top 75 Albums Chart | U.K. Top 75 Albums Chart | U.K. Top 75 Albums Chart | U.K. Top 75 Albums Chart | U.K. Top 75 Albums Chart | U.K. Top 75 Albums Chart | U.K. Top 75 Albums Chart | U.K. Top 75 Albums Chart | U.K. Top 75 Albums Chart | U.K. Top 75 Albums Chart | U.K. Top 75 Albums Chart | U.K. Top 75 Albums Chart | U.K. Top 75 Albums Chart | U.K. Top 75 Albums Chart | U.K. Top 75 Albums Chart | U.K. Top 75 Albums Chart | U.K. Top 75 Albums Chart | U.K. Top 75 Albums Chart | U.K. Top 75 Albums Chart | U.K. Top 75 Albums Chart | U.K. Top 75 Albums Chart | U.K. Top 75 Albums Chart | U.K. Top 75 Albums Chart | U.K. Top 75 Albums Chart | U.K. Top 75 Albums Chart | U.K. Top 75 Albums Chart | U.K. Top 75 Albums Chart | U.K. Top 75 Albums Chart | U.K. Top 75 Albums Chart | U.K. Top 75 Albums Chart |
| Tydzień                  | 01                       | 02                       | 03                       | 04                       | 05                       | 06                       | 07                       | 08                       | 09                       | 10                       | 11                       | 12                       | 13                       | 14                       | 15                       | 16                       | 17                       | 18                       | 19                       | 20                       | 21                       | 22                       | 23                       | 24                       | 25                       | 26                       | 27                       | 28                       | 29                       | 30                       | 31                       | 32                       | 33                       | 34                       | 35                       | 36                       | 37                       | 38                       |
| ------------------------ | ------------------------ | ------------------------ | ------------------------ | ------------------------ | ------------------------ | ------------------------ | ------------------------ | ------------------------ | ------------------------ | ------------------------ | ------------------------ | ------------------------ | ------------------------ | ------------------------ | ------------------------ | ------------------------ | ------------------------ | ------------------------ | ------------------------ | ------------------------ | ------------------------ | ------------------------ | ------------------------ | ------------------------ | ------------------------ | ------------------------ | ------------------------ | ------------------------ | ------------------------ | ------------------------ | ------------------------ | ------------------------ | ------------------------ | ------------------------ | ------------------------ | ------------------------ | ------------------------ | ------------------------ |
| Pozycja                  | 10                       | 17                       | 21                       | 20                       | 11                       | 11                       | 8                        | 9                        | 9                        | 9                        | 9                        | 6                        | 8                        | 12                       | 7                        | 7                        | 11                       | 9                        | 7                        | 9                        | 9                        | 8                        | 8                        | 3                        | 8                        | 11                       | 10                       | 11                       | 10                       | 5                        | 9                        | 9                        | 11                       | 11                       | 13                       | 18                       | 15                       | 16                       |